# 德比切 (科罗拉多州)
德比切（英語：De Beque），是美国科罗拉多州梅萨县下属的一座城市。建市于1890年1月18日，面积大约为4.338平方英里（11.235平方公里）。根据2010年美国人口普查，该市有人口504人。2011年估计该市有人口505人，相比2010年人口增长率为0.20%。同时，论人口该市是科罗拉多州第196大城市。